# Воронів (Івано-Франківський район)
Во́ронів — село в Україні, у Рогатинській міській громаді Івано-Франківського району Івано-Франківської області. До 2020 орган місцевого самоврядування — Липівська сільська рада. Населення становить 144 особи (станом на 2001 рік). Село розташоване на півночі Івано-Франківського району за 7,3 кілометра від центру громади.

## Назва
Колишня назва населеного пункту — село «Юзефівка».

## Географія
Село Воронів лежить за 7,3 км на північ від районного центру, фізична відстань до Києва — 419,8 км.
| Клімат Воронова         | Клімат Воронова | Клімат Воронова | Клімат Воронова | Клімат Воронова | Клімат Воронова | Клімат Воронова | Клімат Воронова | Клімат Воронова | Клімат Воронова | Клімат Воронова | Клімат Воронова | Клімат Воронова | Клімат Воронова |
| Показник                | Січ.            | Лют.            | Бер.            | Квіт.           | Трав.           | Черв.           | Лип.            | Серп.           | Вер.            | Жовт.           | Лист.           | Груд.           | Рік             |
| Середній максимум, °C   | −1,1            | 0,2             | 5,3             | 13,1            | 19,1            | 22,2            | 23,6            | 23,0            | 18,7            | 12,9            | 5,8             | 0,9             | 12,0            |
| Середня температура, °C | −3,9            | −2,5            | 1,8             | 8,4             | 13,8            | 16,9            | 18,3            | 17,6            | 13,7            | 8,4             | 2,9             | −1,5            | 7,8             |
| Середній мінімум, °C    | −6,7            | −5,1            | −1,7            | 3,7             | 8,5             | 11,7            | 13,0            | 12,2            | 8,7             | 4,0             | 0,0             | −3,9            | 3,7             |
| Норма опадів, мм        | 33              | 33              | 36              | 50              | 78              | 91              | 95              | 72              | 56              | 41              | 39              | 43              | 667             |
| ----------------------- | --------------- | --------------- | --------------- | --------------- | --------------- | --------------- | --------------- | --------------- | --------------- | --------------- | --------------- | --------------- | --------------- |
| Джерело:                |                 |                 |                 |                 |                 |                 |                 |                 |                 |                 |                 |                 |                 |

## Історія
Згадується 23 березня і 22 червня 1439 року у протоколах галицького суду.
12 січня 2019 р. між селами Воронів і Руда знайдений повстанський архів УПА-Захід та ОУН.
12 червня 2020 року, відповідно до Розпорядження Кабінету Міністрів України  № 714-р «Про визначення адміністративних центрів та затвердження територій територіальних громад Івано-Франківської області», увійшло до складу Рогатинської міської громади.
19 липня 2020 року, в результаті адміністративно-територіальної реформи та ліквідації Рогатинського району, село увійшло до складу новоутвореного Івано-Франківського району.

## Населення
Станом на 1989 рік у селі проживали 214 осіб, серед них — 113 чоловіків і 101 жінка.
За даними перепису населення 2001 року у селі проживали 144 особи. Рідною мовою назвали:
| Мова       | Кількість осіб | Відсоток |
| ---------- | -------------- | -------- |
| українська | 144            | 100,00%  |

## Політика
Голова сільської ради — Стиславський Василь Михайлович, 1955 року народження, вперше обраний у 2010 році. Інтереси громади представляють 17 депутатів сільської ради:
| Партія        | Кількість депутатів | Відсоток |
| ------------- | ------------------- | -------- |
| Самовисування | 12                  | 100,00%  |

На виборах у селі Воронів працює окрема виборча дільниця, розташована в приміщенні відділення зв'язку. Результати виборів:
- Парламентські вибори 2002: зареєстровано 117 виборців, явка 100,00%, найбільше голосів віддано за Блок Віктора Ющенка «Наша Україна» — 74,36%, за Виборчий блок Юлії Тимошенко — 11,97%, за Соціал-демократичну партію України — 2.56%. В одномандатному окрузі найбільше голосів отримав Ігор Насалик (Блок Віктора Ющенка «Наша Україна») — 90,60%, за Володимира Костюка (Політична партія «Яблуко») — 0,85%.[14].
- Вибори Президента України 2004 (перший тур): 113 виборців взяли участь у голосуванні, з них за Віктора Ющенка — 97,35%, за Віктора Януковича — 1,77%, за Олександра Яковенка — 0,88%[15].
- Вибори Президента України 2004 (другий тур): 106 виборців взяли участь у голосуванні, з них за Віктора Ющенка — 98,11%, за Віктора Януковича — 1,89%[16].
- Вибори Президента України 2004 (третій тур): зареєстровано 111 виборців, явка 95,50%, з них за Віктора Ющенка — 100,00%, за Віктора Януковича — 0,00%[17].
- Парламентські вибори 2006: зареєстровано 109 виборців, явка 93,58%, найбільше голосів віддано за блок Наша Україна — 62,75%, за Блок Юлії Тимошенко — 13,73%, за Партію національно-економічного розвитку України — 11,76%[18].
- Парламентські вибори 2007: зареєстровано 106 виборців, явка 97,17%, найбільше голосів віддано за Блок Юлії Тимошенко — 47,57% за блок Наша Україна — Народна самооборона — 32,04%, за Партію регіонів — 13,59%[19].
- Вибори Президента України 2010 (перший тур): зареєстровано 130 виборців, явка 83,08%, найбільше голосів віддано за Юлію Тимошенко — 37,04%, за Віктора Ющенка — 23,15%, за Арсенія Яценюка — 18,52%[20].
- Вибори Президента України 2010 (другий тур): зареєстровано 103 виборці, явка 93,20%, з них за Юлію Тимошенко — 73,96%, за Віктора Януковича — 25,00%[21].
- Парламентські вибори 2012: зареєстровано 88 виборців, явка 95,45%, найбільше голосів віддано за Всеукраїнське об'єднання «Батьківщина» — 58,33%, за Партію регіонів — 21,43% та Всеукраїнське об'єднання «Свобода» — 9,52%.[22] В одномандатному окрузі найбільше голосів отримав Валерій Келестин (Партія регіонів) — 71,76%, за Ольгу Сікору (Всеукраїнське об'єднання «Батьківщина») проголосували 22,35%, за Олега Нижника (УДАР) — 3,53%[23].
- Вибори Президента України 2014: зареєстровано 98 виборців, явка 95,92%, з них за Петра Порошенка — 54,26%, за Юлію Тимошенко — 24,47%, за Олега Ляшка — 9,57%[24].
- Парламентські вибори в Україні 2014: зареєстровано 95 виборців, явка 94,74%, найбільше голосів віддано за «Народний фронт» — 31,11%, за Всеукраїнське об'єднання «Батьківщина» — 20,00% та Всеукраїнське аграрне об'єднання «Заступ» — 18,89%.[25] В одномандатному окрузі найбільше голосів отримав Ігор Насалик (Блок Петра Порошенка) — 67,78%, за Ольгу Сікору (Всеукраїнське об'єднання «Батьківщина») проголосували 11,11%, за Андрія Тірона (Народний фронт) — 7,78%[26].
- Вибори Президента України 2019 (перший тур): зареєстровано 93 виборці, явка 88,17 %, найбільше голосів віддано за Юлію Тимошенко — 28,05 %, за Петра Порошенка — 20,73 %, за Анатолія Гриценка — 17,07 %[27].
- Вибори Президента України 2019 (другий тур): зареєстровано 94 виборці, явка 90,43 %, найбільше голосів віддано за Володимира Зеленського — 62,35 %, за Петра Порошенка — 36,47 %[28].

## Транспорт
Через село проходить автомобільний шлях територіального значення Т 1417